# Marlene van Niekerk
Marlene van Niekerk (Caledon, 10 novembre 1954) è una scrittrice e poetessa sudafricana di lingua afrikaans, nota soprattutto per il romanzo Triomf (1994), una pungente e controversa storia, ambientata nel sobborgo Sophiatown di Johannesburg a pochi anni dalla fine dell'Apartheid, con protagonista una povera famiglia di africani neri; la sua intensa interpretazione dei cambiamenti della società e della cultura del suo Paese le ha permesso una fama intercontinentale a partire dagli anni novanta.

## Biografia
Nata nella Provincia del Capo Occidentale, trascorse la propria infanzia e adolescenza prima nella cittadina di Riviersonderend, poi nella più grande e più nota Stellenbosch, dove, tra l'altro, si laureò con una tesi sul capolavoro di Nietzsche Così parlò Zarathustra nel 1978. Soggiornò, poi, nel 1979 in Germania lavorando a Stoccarda e a Magonza come apprendista, successivamente (1980-1985) si sposò nei Paesi Bassi, dove ottenne la seconda laurea grazie ad una tesi sui contemporanei Claude Lévi-Strauss e Paul Ricœur. Tornata in Patria, si laureò in Psicologia presso la University of Zululand e più tardi anche presso l'UNISA.
Prese quindi ad insegnare presso l'Università del Witwatersrand, sempre nel Sud Africa, Letteratura afrikaans e olandese. Attualmente, è professoressa presso la più prestigiosa Università di Stellenbosch.

## Opere
- Sprokkelster, 1977
- Groenstaar, 1983
- Die vrou wat haar verkyker vergeet het
- Triomf, 1994 - tradotto in lingua inglese nel 2000
- Agaat, 2004